# Mijail Ganev
Mijail Petrov Ganev –en búlgaro, Михаил Петров Ганев– (Veliko Tarnovo, 5 de enero de 1985) es un deportista búlgaro que compite en lucha libre. Ganó una medalla de oro en el Campeonato Mundial de Lucha de 2010 y dos medallas en el Campeonato Europeo de Lucha, plata en 2012 y bronce en 2010.
Participó en los Juegos Olímpicos de Río de Janeiro 2016, ocupando el octavo lugar en la categoría de 86 kg.

## Palmarés internacional
| Campeonato Mundial | Campeonato Mundial | Campeonato Mundial | Campeonato Mundial |
| Año                | Lugar              | Medalla            | Categoría          |
| ------------------ | ------------------ | ------------------ | ------------------ |
| 2010               | Moscú (Rusia)      | Medalla de oro     | 84 kg              |
| Campeonato Europeo |                    |                    |                    |
| Año                | Lugar              | Medalla            | Categoría          |
| 2010               | Bakú (Azerbaiyán)  | Medalla de bronce  | 84 kg              |
| 2012               | Belgrado (Serbia)  | Medalla de plata   | 84 kg              |